# Neponset (Illinois)
Neponset – wieś w Stanach Zjednoczonych, w stanie Illinois, w hrabstwie Bureau.